# Дискурсивний аналіз
Аналіз дискурсу (АД) або дослідження дискурсу — підхід до аналізу використання письмової, вокальної чи жестової мови або будь-якого важливого семіотичного випадку
Об’єкти аналізу дискурсу (дискурс, письмо, розмова, комунікативний випадок) по-різному визначаються в термінах зв’язної послідовності речень, пропозицій чи мовлення. На відміну від більшої частини традиційної лінгвістики, аналітики дискурсу не тільки вивчають використання мови «поза межами речення», а й віддають перевагу аналізу «природного» використання мови, а не вигаданих прикладів. Лінгвістика тексту є тісно пов’язаною галуззю. Суттєва відмінність аналізу дискурсу від лінгвістики тексту полягає в тому, що аналіз дискурсу спрямований на виявлення соціально-психологічних характеристик особи/осіб, а не структури тексту.
Аналіз дискурсу використовувався в різних дисциплінах гуманітарних і соціальних наук, включаючи лінгвістику, освіту, соціологію, антропологію, соціальну роботу, когнітивну психологію, соціальну психологію, місцеві дослідження, культурологію, міжнародні відносини, географію людини, науку про навколишнє середовище, комунікативні дослідження, біблійні дослідження, зв’язки з громадськістю, аргументація та переклад, кожне з яких підпорядковується власним припущенням, вимірам аналізу та методологіям .

## Історія

### Раннє використання терміна
стародавні греки (серед інших) могли багато сказати про дискурс; однак триває дискусія щодо того, чи є «Stіlstudіеn» («Дослідження стилю») 1928 року, народженого в австрії Лео Шпіцера, найпершим прикладом аналізу дискурсу (А). Французькою її переклав Мішель Фуко. Однак цей термін вперше увійшов у загальне вживання після публікації серії робіт Зелліга Гарріса в 1952 році, де він звітує про роботу, на основі якої він розробив трансформаційну граматику наприкінці 1930-х років. Формальні відношення еквівалентності між реченнями зв’язного дискурсу стають явними за допомогою трансформацій речень, щоб надати тексту канонічної форми. Потім слова та речення з еквівалентною інформацією з’являються в одному стовпці масиву.
Протягом чотирьох наступних десятиліть (див. посилання) ця робота переросла в науку аналізу субмови (Кіттредж та Лерберґер, 1982), кульмінацією якої стала демонстрація інформаційних структур у текстах субмови науки, імунології (Гарріс, 1989) і повністю сформульована теорія лінгвістичного інформаційного змісту (Гарріс, 1991). Проте протягом цього часу більшість лінгвістів ігнорували такі розробки на користь низки складних теорій синтаксису та семантики на рівні речень. 
У січні 1953 року лінгвісту, який працював в Американському біблійному товаристві, Джеймсу А. Лоріо, потрібно було знайти відповіді на деякі фундаментальні помилки при перекладі кечуа в районі Куско в Перу. Після публікацій Гарріса 1952 року він працював над значенням і розташуванням кожного слова в збірці легенд кечуа з носієм мови кечуа та зміг сформулювати правила дискурсу, які виходили за рамки простої структури речень. Потім він застосував процес до шипібо, іншої мови Східного Перу. Він викладав теорію в Літньому інституті лінгвістики в Нормані, штат Оклахома, влітку 1956 і 1957 років і вступив до Університету Пенсільванії, щоб вчитися у Гарріса протягом року. Він намагався опублікувати статтю «Shіріbо раrаgrарh Struсturе» («Структура параграфів у шибіпо»), але це було відкладено до 1970 року (Лоріо та Гоффенбах, 1970). Лі Пайк, професор Мічіганського університету Енн-Арбор, викладав цю теорію, а один із його студентів Роберт Е. Лонгакр розвинув її у своїх працях. Методологія Гарріса, яка розкриває співвідношення форми зі значенням, була розроблена групою під керівництвом Наомі Сагер з Нью-Йоркського університету в систему комп’ютерного аналізу природної мови, яка була застосована для низки підмовних доменів, особливо, до медичної інформатики. Програмне забезпечення для Mеdісаl Lаnguаgе рrосеssоr є загальнодоступним на сайті SоurсеFоrgе.

### У гуманітарних науках
Наприкінці 1960-х і 1970-х років, і без посилання на цю попередню роботу, почала розвиватися низка інших підходів до нової міждисципліни АД в більшості гуманітарних і соціальних наук одночасно з іншими дисциплінами. До них належать семіотика, психолінгвістика, соціолінгвістика, прагматика . Багато з цих підходів, особливо під впливом соціальних наук, віддають перевагу більш динамічному вивченню усної розмови у взаємодії. Прикладом є «розмовний аналіз», на який вплинув соціолог Гарольд Ґарфінкель, засновник етнометодології .

### Фуко
У Європі Мішель Фуко став одним із ключових теоретиків предмета, особливо дискурсу, і написав «археологію знання». У цьому контексті термін «дискурс» більше стосується не формальних лінгвістичних аспектів, а інституціоналізованих моделей знання, які стають основними в дисциплінарних структурах і діють завдяки зв’язку знання та влади. З 1970-х років роботи Фуко мали дедалі більший вплив, особливо на аналіз дискурсу в галузі соціальних наук. Таким чином, у сучасних європейських суспільних науках можна знайти широкий спектр різноманітних підходів до роботи з визначенням дискурсу Фуко та його теоретичними концепціями. Крім оригінального контексту у Франції, з 2005 року  розпалюється палка дискусія щодо аналізу соціально-наукового дискурсу в Німеччині. Ось, наприклад, соціолог Райнер Келлер розробив свій широко визнаний «Підхід соціології знань до дискурсу». Дотримуючись соціології знання Пітера Л. Берґера та Томаса Лукмана, Келлер стверджує, що наше відчуття реальності в повсякденному житті, а отже, значення кожного об’єкта, дії та події є продуктом постійної, рутинної взаємодії. У цьому контексті "Підхід..." було розроблено як наукову перспективу, яка здатна зрозуміти процеси «соціального конструювання реальності» на всіх рівнях соціального життя шляхом поєднання згаданих вище теорій дискурсу та сили Мішеля Фуко, а також запровадження теорії знання Берґера/Лукмана. У той час як останні в першу чергу зосереджуються на впорядкуванні та стабілізації знання на рівні взаємодії, перспектива Фуко зосереджується на інституційних контекстах виробництва та інтеграції знань, де суб’єкт головним чином визначається знаннями та силою. Тому «Підхід соціології знань до дискурсу» також можна розглядати як підхід до вирішення жваво обговорюваної проблеми мікро-макро в соціології. 

## Перспективи
Нижче наведено деякі конкретні теоретичні точки зору та аналітичні підходи, що використовуються в аналізі лінгвістичного дискурсу:
- Прикладна лінгвістика, міждисциплінарний погляд на лінгвістичний аналіз[12]
- Когнітивна нейронаука розуміння дискурсу[13][14]
- Когнітивна психологія, що вивчає створення та розуміння дискурсу.
- Аналіз розмови
- Критичний аналіз дискурсу
- Дискурсивна психологія
- Емерджентна граматика
- Етнографія спілкування
- Функціональна граматика
- Інтеракційна соціолінгвістика
- Опосередкована стилістика
- Прагматика
- Терапія на основі відповіді (консультування)
- Риторика
- Стилістика (лінгвістика)
- Підмовний аналіз
- Тегмеміка
- Лінгвістика тексту
- Варіаційний аналіз

хоча ці підходи наголошують на різних аспектах використання мови, усі вони розглядають мову як соціальну взаємодію та пов'язані із соціальними контекстами, у які вбудовано дискурс.
Часто розрізняють «локальні» структури дискурсу (такі як відносини між реченнями, пропозиціями та зворотами) і «глобальні» структури, такі як загальні теми та схематична організація дискурсів і розмов. Наприклад, багато типів дискурсу починаються з якогось глобального «резюме» у заголовках, заголовках, лідах, анотаціях тощо.
Проблема для аналітика дискурсу полягає в тому, щоб вирішити, коли конкретна функція має відношення до потрібної специфікації. Багато лінгвістів ставлять таке запитання: «Чи існують загальні принципи, які визначатимуть релевантність або характер специфікації?».

## Теми
Теми аналізу дискурсу включають:
- Різні рівні або виміри дискурсу, такі як звуки ( інтонація тощо), жести, синтаксис, лексика, стиль, риторика, значення, мовленнєві дії, рухи, стратегії, звороти та інші аспекти взаємодії
- Жанри дискурсу (різні типи дискурсу в політиці, ЗМІ, освіті, науці, бізнесі тощо. )
- Співвідношення між дискурсом і виникненням синтаксичної структури
- Відношення між текстом (дискурсом) і контекстом
- Відношення між дискурсом і владою[17]
- Відношення між дискурсом та взаємодією
- Відношення між дискурсом і пізнанням та пам'яттю
- Лексична щільність

### Політичний дискурс
Політичний дискурс – це текст і розмова професійних політиків або політичних інституцій, таких як президенти та прем’єр-міністри та інші члени уряду, парламенту чи політичних партій, як на місцевому, національному, так і міжнародному рівнях, що охоплює як оратора, так і аудиторію.
аналіз політичного дискурсу — це область аналізу дискурсу, яка зосереджується на дискурсі на політичних форумах (таких як дебати, виступи та слухання) як феномені інтересу. Аналіз політики вимагає аналізу дискурсу, щоб бути ефективним з постпозитивістської точки зору.
Політичний дискурс — це формальний обмін аргументованими думками щодо того, який із кількох альтернативних напрямків дій слід прийняти для вирішення суспільної проблеми.

### Корпоративний дискурс
Корпоративний дискурс можна в широкому сенсі визначити як мову, яку використовують корпорації. Він охоплює набір повідомлень, які корпорація надсилає світові (широкій громадськості, клієнтам та іншим корпораціям), а також повідомлень, які вона використовує для спілкування у своїх структурах (співробітники та інші зацікавлені сторони).